# Distretto di Krotoszyn
Il distretto di Krotoszyn (in polacco powiat krotoszyński) è un distretto polacco appartenente al voivodato della Grande Polonia.

## Geografia antropica

### Suddivisioni amministrative
Il distretto comprende 6 comuni.
- Comuni urbani: Sulmierzyce
- Comuni urbano-rurali: Kobylin, Koźmin Wielkopolski, Krotoszyn, Zduny
- Comuni rurali: Rozdrażew